# 法医昆虫学
法医昆虫学（ほういこんちゅうがく、英: Forensic Entomology、フォレンジック・エントモロジー、法昆虫学）とは法科学の一分野であり、昆虫学の応用である。死体を摂食するハエなどの昆虫が、人間の死体の上に形成する生物群集の構成や、構成種の発育段階、摂食活動が行われている部位などから、死後の経過時間や死因などを推定する学問のことである。

## 用語
法科学（Forensic sciences）の諸分野において頭に付けられる「フォレンジック（“Forensic”）」（形容詞）は、ラテン語の“forēnsis”つまり「フォーラム（広場）」に由来している。ローマ帝国時代、「起訴」とは、ローマ市街の中心にあるフォロ・ロマーノで聴衆を前に訴状を公開することであった。被告と原告はともに自らの主張を行い、よりよい主張をしてより広く受け入れられたものが裁判において判決を下すことができた。この起源は、現代における“forensic”という語の２つの用法のもとになっている。一つ目は「法的に有効な」という意味、そして２つ目が「公開発表の」という意味の形容詞である。

## 概要
現在、米国では研究が進んでおり裁判の証拠になることもあるが、日本ではまだ発展途上の学問である。これは、日本の地域ごと、または異なる環境ごとに死体上に形成される昆虫の生物群集が十分に明らかにされていないこと、日本で死体の上で優占する種のハエですら、異なる温度環境ごとの発育速度のデータが取得されていないといった現状による。
昆虫の生育速度は国・地域・気温・降雨量など様々な要因により変化するため、法医昆虫学先進地域のアメリカ合衆国などの先進研究の成果を一概に導入できない。また、戦後から1970年代ごろまでは衛生動物学の分野でハエの研究も盛んであったが、近年日本での衛生動物学研究の主軸はカの研究に移行していてその方面での研究者の数も減少している。ハエの研究が盛んで、研究者の人口も多かった時期には、日本の代表的な地域でのハエの季節変動や、いくつかの代表種で異なる温度環境ごとの発育速度のデータも取られてはいるが、実用的なレベルにはまだ必要なデータが乏しい。そのため裁判での証拠を得るひとつの方法として今後の発展が期待されるが、現状はまだ厳しい。
今日、アメリカ合衆国や中華人民共和国では、地域ごとのハエの季節変動などのデータが緻密に取得されており、法医昆虫学も実用的なレベルに達して犯罪捜査や裁判の重要な証拠となっている。

## おもな例
法医昆虫学の観点からわかることの例として以下をあげる。
- ハエなどの昆虫（幼虫）の生育具合から死体の遺棄されてからの推定経過時間を知ることができる。
- 死体に付着した昆虫の生息分布から殺害現場を特定できることがある。